# Claire Magnon
Claire Magnon est une biologiste et cancérologue française qui dirige l'équipe Inserm Atip-Avenir à l'Institut de radiobiologie cellulaire et moléculaire, dirigé par Paul-Henri Roméo au CEA de Fontenay-aux-Roses.
Elle est connue pour avoir mis en évidence l'implication de neurones dans le développement de tumeurs cancéreuses,,.

## Biographie
Claire Magnon est reçue au concours de pharmacie en 1992. Elle poursuit des études de biochimie et obtient en 1996 une Maitrise de sciences biologiques et médicales à l'Université Paris-V René Descartes. En 1998, elle se spécialise en statistiques au Centre d’enseignement de la statistique appliquée à la médecine et à la biologie médicale à Paris.
En 2000, elle obtient un DEA de biotechnologie à l’Université Paris-VII Hôpital Saint-Louis.
Elle devient Docteure en pharmacie en 2002, puis spécialiste en oncologie en 2005 à l’Université Paris-XI, à l'Institut Gustave-Roussy de lutte contre le cancer de Villejuif en soutenant la thèse « Potentialisation de la radiothérapie métabolique par un traitement anti-angiogénique » sous la direction de Michel Perricaudet.
De 2007 à 2009 elle est chercheure postdoctorale à la Mount Sinai School of Medicine au Department of Medicine and Gene and Cell Medicine du Tisch Cancer Institute, à New-York, USA.
En 2013, elle devient chercheure au CEA puis dirige en 2015 l'équipe Inserm Atip-Avenir de l'Institut de radiobiologie cellulaire et moléculaire.
En 2016, elle obtient son habilitation à diriger des recherches.

## Publications
- Magnon C, Autonomic nerve development contributes to prostate cancer progression, 2013 DOI 10.1126/science.1236361
- Philippe Mauffrey, Nicolas Tchitchek, Vilma Barroca, Alexis Bemelmans, Virginie Firlej, Yves Allory, Paul-Henri Roméo & Claire Magnon, Progenitors from the central nervous system drive neurogenesis in cancer, 2019 DOI 10.1038/s41586-019-1219-y